# NGC 1232
NGC 1232 ist eine Balken-Spiralgalaxie vom Hubble-Typ SBc im Sternbild Eridanus am Südsternhimmel. Die Galaxie ist rund 68 Millionen Lichtjahre von der Milchstraße entfernt und hat einen Durchmesser von etwa 150.000 Lichtjahren. NGC 1232 ist Mitglied des Eridanus-Galaxienhaufens.

Halton Arp gliederte seinen Katalog ungewöhnlicher Galaxien nach rein morphologischen Kriterien in Gruppen. Diese Galaxie gehört zu der Klasse Spiralgalaxien mit einem Begleiter niedriger Flächenhelligkeit auf einem Arm (Arp-Katalog). Mit seinem scheinbaren Begleiter PGC 11834 (inoffiziell NGC 1232A bezeichnet) bildet NGC 1232 das Objekt Arp 41.
Detaillierte Beobachtungen lassen auf das Vorhandensein von dunkler Materie in bedeutendem Ausmaß schließen. 
Das Objekt wurde am 20. Oktober 1784 vom deutsch-britischen Astronomen Wilhelm Herschel entdeckt.